# 嗜硫单胞菌科
嗜硫单胞菌科（学名：Sulfurimonadaceae），在GBIF中，本科列为弯曲菌目下的一个科。在LPSN上，因本科的模式属归属于螺杆菌科（Helicobacteraceae Garrity et al. 2006）而列为螺杆菌科的异名。

## 下属分类
本科包括以下属：
- Sulfuricurvum Kodama & Watanabe, 2004
- 嗜硫单胞菌属 Sulfurimonas Inagaki et al., 2003